# Erase You!
Erase You! es un sencillo de dance pop de la cantante rumana André Olà con la colaboración de la rapera Hèlene, y que está incluido en su EP debut, Erase You! EP. El tema fue lanzado el 30 de mayo de 2011 en Rumanía, y en verano de ese mismo año, obtuvo un considerable éxito comercial en parte de Europa; recibiendo especial acogida de las principales emisoras de radio de España y Bulgaria.

## Recepción

### Comercial
La canción gozó de un éxito considerable en Europa, y lanzó a la fama a la cantante, que entonces tenía solo 15 años. En España, la canción entró directamente en el top 50, y tras doce semanas en la lista, finalmente alcanzó el número 27 (17 en la Spanish Airplay). Además de esto, recibió una gran acogida en las emisoras de radio nacionales, llegando al número 14 en la lista de Los 40 Principales, al número uno de la Máxima 51 Chart (Máxima FM); y consiguió entrar en el top 10 de la iTunes Dance Chart y en el top 20 de la iTunes General Chart. En Bulgaria, se mantuvo durante quince semanas en la lista, dos de ellas en el número 7. Debido al éxito conseguido en España, se lanzó una remezcla oficial de la canción con los disc jockeys españoles Marcos Rodríguez y Xavi Beat, que también obtuvo un éxito moderado en algunas listas nacionales de música electrónica.

## Vídeo musical
El 19 de abril de 2011 se colgó en la cuenta oficial de YouTube de Roster Music un vídeo musical para la canción, en el que se muestran un grupo de jóvenes en clase, que comienzan a bailar al ritmo del tema. Después de esto, se muestran imágenes de André Olà y Heléne bailando e interpretando la canción en diferentes escenarios, alternando durante todo el vídeo el blanco y negro y la imagen en color, con distintas formas geométricas de colores.
El vídeo oficial cuenta con más de 1 000 000 de visitas en YouTube.

## Posiciones más altas en listas
| Bulgaria | Bulgaria Singles Top 40 | 7  |
| España   | Spanish Singles Chart   | 27 |
| España   | Los 40 Principales      | 14 |
| España   | Máxima 51 Chart         | 1  |